# 夏道镇
夏道镇是中国福建省南平市延平区下辖的一个镇。

## 名称由来
夏道原名下道。民国32年（1943年）更名夏道，取意“夏于义为大”。

## 行政区划
夏道镇共辖2个社区、19个行政村，分别是：
夏道社区、龙景社区、夏道村、桥头村、小鸠村、洋坑村、徐洋村、文田村、吴丹村、洋头村、罗坑村、鸠上村、田地村、溪头村、小坪村、篁路村、安济村、大洲村、汀源村、山后村和水井窠村。

## 交通
南龙铁路：南平北站。